# Système éducatif en Espagne
Le système éducatif espagnol se caractérise par deux spécificités majeures : sa forte décentralisation, due à l'organisation administrative du pays, et la part importante de l'enseignement privé confessionnel. 

## Organisation de l'enseignement

### L'enseignement scolaire

#### L'enseignement pré-élémentaire
L'enseignement maternel est encouragé en Espagne même s'il n'est pas obligatoire. En effet l'école n'est obligatoire qu'entre six et seize ans. L'enseignement maternel appelé educación infantil temprana ou familièrement parvulitos se déroule dans le CEIP (Centro de Educación Infantil y Primaria = Établissement d'Éducation Infantile et Primaire, nommé souvent Colegio ~ Petite Section) il est composé de: 
- Primer año (petite section maternelle 3 ans)
- Segundo año (moyenne section maternelle 4 ans)
- Tercer año (grande section maternelle 5 ans)

Après cela, les enfants entrent en primero de primaria qui correspond au CP en France.

#### L'enseignement primaire
L'enseignement primaire espagnol se déroule en six années dans le CEIP (Centro de Educación Infantil y Primaria = Établissement d'Éducation Infantile et Primaire, nommé souvent Colegio ~École) : 
- Primero de primaria
- Segundo de primaria
- Tercero de primaria
- Cuarto de primaria
- Quinto de primaria
- Sexto de primaria (6e/Collège)

#### L'enseignement secondaire
L'enseignement secondaire est composé de l'ESO (Educación Secundaria Obligatoria)
qui dure quatre années puis du Bachillerato qui dure deux ans, les deux cycles se déroulent dans l'IES (Instituto de Educación Secundaria = Institut d'éducation secondaire, souvent appelé Instituto ~ Colegio) :
- Primero de la ESO (5e)
- Segundo de la ESO (4e)
- Tercero de la ESO (3e)
- Cuarto de la ESO (2de) (Lycée)

Après la quatrième année de l’ESO (cuarto de ESO), le conseil de classe procède à une évaluation continue de l’élève : s’il valide l’ensemble des matières (ou compense au maximum deux disciplines non fondamentales), il obtient le título de Graduado en Educación Secundaria Obligatoria (GESO). Selon le Ministerio de Educación, FP y Deportes, 86,3% des candidats ont décroché ce diplôme à la session 2024-2025.
Les jeunes qui l'obtiennent peuvent poursuivre dans le même Lycée où ils vont accéder au bachillerato. Pour préparer le Bachillerato ils choisissent une section entre ciencias y tecnología (scientifique, S), ciencias sociales (économique et sociale, ES), humanidades (littéraire, L) ou Artes  : Art Appliqué, (STD2A).
- Primero de Bachillerato (1re) (Lycée)
- Segundo de Bachillerato (terminale) (Lycée)

Après Segundo de Bachillerato, les notes obtenues dans ces années sont rassemblées pour avoir une moyenne. Cette moyenne permet avec la Selectividad ou PAEU (Examen d'entrée à l'université) de faire des études supérieures. Chaque université proposant une note moyenne minimale différente, il est important d'avoir une bonne note pour pouvoir aller dans l'université de son choix.
À partir de l'année scolaire 2017-2018 la Selectividad n'existera plus, d'après la nouvelle loi du gouvernement espagnol (Ley LOMCE (es) ou Ley Wert (fr)), la religion ou une matière facultative seront obligatoires et compteront pour la moyenne, et on fera des évaluations de l'État pour obtenir le diplôme à la fin des études de l'ESO et du Bachillerato.

### L'enseignement supérieur
| Doctorado (>3)  |
| Master (1 ou 2) |
| Grado (4)       |
| Espagne         |

En Espagne, l'ancienne licenciatura de quatre à cinq années d'études a été remplacée par le nouveau diplôme de « Grado » , se déroulant en quatre ans d'études. Cette réforme a commencé à partir de l'année 2008-2009, dans un processus de transition et a abouti pendant l'année 2009-2010. Les anciennes licenciaturas ont disparu définitivement de l'enseignement à partir de l'année 2015. Le master se déroulera de manière générale en une année.

## Tendances du système éducatif espagnol
Près de 30 % des élèves espagnols redoublent une classe au cours de leur scolarité, l'un des taux les plus élevés parmi les pays de l'OCDE. Une étude de l'ONG Save the Children relève que les élèves issus d'un milieu social défavorisé sont quatre fois plus exposés au redoublement que les élèves issus d'un milieu privilégié.

### La part de l'enseignement privé
En Espagne, l'enseignement privé détient une part moins importante que l'enseignement public. Au total, 66,9 % des élèves sont scolarisés dans le public, 24,4 % dans un établissement concertado et 8,8 % dans le privé non subventionné.
L'Espagne est un pays à 80% catholique et une grande partie des parents pratiquant cette religion inscrivent leurs enfants dans des écoles confessionnelles catholiques.

### Les performances du système
L’Espagne présente l’un des ratios élèves-enseignant les plus bas du secondaire public (9,7 au collège, 9,0 au lycée), gage de classes réduites. Toutefois, selon Eurostat, 13,0 % des 18-24 ans quittent encore l’école ou la formation prématurément, soit le troisième taux d’abandon précoce le plus élevé de l’UE (moyenne : 9,3 %).

### Effectifs et projections
Selon les projections 2024-2025 du Ministerio de Educación, FP y Deportes, le système éducatif espagnol comptera 8 348 030 élèves dans les enseignements non universitaires : 1 576 090 en éducation infantile (dont 491 307 dans le premier cycle), 2 715 544 en primaire, 2 092 405 au collège (ESO) et 711 651 en bachillerato ; 1 193 260 autres suivront une formation professionnelle. 